# NRD (zespół muzyczny)
NRD – kwartet yassowy, okazjonalnie koncertujący w latach 1996 i 1997. Skład zespołu tworzyli muzycy Miłości: Tymon Tymański, Jacek Olter i Mikołaj Trzaska, oraz Jerzy Mazzoll, który był w pierwszym składzie Miłości, zanim odszedł w 1991 roku. 
Jedyną dotąd płytą grupy jest zapis koncertu z Gdynia Summer Jazz Days, Sport i religia. Utwór „Dżes Forum”, również firmowany przez NRD, nagrany na koncercie w Mózgu, znalazł się na składance Cały ten yass! dołączonej do miesięcznika „Jazz Forum”. Wśród zapowiedzi reaktywowanej wytwórni płytowej Tymańskiego Biodro znajdował się album NRD Dupa To Nie Wszystko nagrany wspólnie z Andrzejem Przybielskim, jednak do jego publikacji jak dotąd nie doszło.

## Skład
- Tymon Tymański – kontrabas
- Jerzy Mazzoll – klarnety
- Mikołaj Trzaska – saksofon altowy i sopranowy
- Jacek Olter – perkusja

## Dyskografia
- Sport i religia (Not Two Records 1998)
- Dupa To Nie Wszystko (zapowiadana przez Biodro Records na 2008, nie ukazała się[1])